# Pomacanthus navarchus
Pomacanthus navarchus là một loài cá biển thuộc chi Pomacanthus trong họ Cá bướm gai. Loài này được mô tả lần đầu tiên vào năm 1831.

## Từ nguyên
Từ định danh của loài bắt nguồn từ tiếng Latinh là navarch (có nguồn gốc từ tiếng Hy Lạp cổ đại là ναύαρχος, "thủ lĩnh của những con tàu"), dựa theo Admiral, mang nghĩa là "đô đốc", tên gọi bằng tiếng Hà Lan do Louis Renard (k. 1678–1746) đặt cho loài cá thần tiên này vào năm 1719.
Không rõ hàm ý mà cái tên này đề cập đến, có lẽ nhắc đến dải sọc xanh lam băng ngang qua nắp mang, được ví như dây đeo vai màu xanh lam của một đô đốc.

## Phạm vi phân bố và môi trường sống
P. navarchus có phạm vi phân bố rộng rãi trên hầu hết vùng biển các nước Đông Nam Á (trừ phần lớn Biển Đông và vịnh Thái Lan đổ ra eo biển Karimata), và từ Papua New Guinea trải dài về phía đông đến đảo Yap (Liên bang Micronesia), Palau, quần đảo Solomon, Nouvelle-Calédonie; giới hạn ở phía nam đến rạn san hô Great Barrier và những bãi cạn, rạn san hô vòng ngoài khơi Tây Úc.
P. navarchus sống tập trung gần các rạn san hô viền bờ và trong các đầm phá ở độ sâu đến 40 m.

## Mô tả
P. navarchus có chiều dài cơ thể tối đa được biết đến là 28 cm. Thân, vây lưng, vây đuôi có màu vàng da cam; vảy hai bên thân lốm đốm xanh lam. Từ trán, một dải màu xanh lam thẫm viền xanh óng trải dài xuống mắt, hẹp dần về phía bụng; một dải xanh tương tự ở thân sau kéo dài xuống dưới bụng; hợp với dải ở đầu thành một dải xanh ở bụng, lan rộng sang vây ngực, vây bụng và vây hậu môn. Trừ vây ngực, các vây còn lại đều có viền màu xanh óng. Cá con có màu xanh thẫm (gần như đen) với các dải sọc cong màu trắng và xanh óng; vây đuôi trong suốt.
Số gai vây lưng: 13–14; Số tia vây ở vây lưng: 17–18; Số gai vây hậu môn: 3; Số tia vây ở vây hậu môn: 16–18.

## Sinh thái
Thức ăn chủ yếu của P. navarchus là hải miên (bọt biển) và hải tiêu. Chúng thường sống đơn độc và ghép cặp khi bước vào giai đoạn sinh sản. Những cá thể lai giữa P. navarchus và Pomacanthus xanthometopon đã được ghi nhận tại Indonesia, Philippines và bang Queensland, Úc.
P. navarchus là một loài thường được xuất khẩu trong ngành buôn bán cá cảnh.